# Château de Beaufort (Beaufort)
Pour les articles homonymes, voir Château de Beaufort.
Le château de Beaufort (latin castorum Bellefortis) est un ancien château fort du XIe siècle vers 923, avec Bernard de Beaufort. Il devient le centre de la seigneurie et de la châtellenie de Beaufort à partir du XIVe siècle par les sires de Faucigny. Il se distingue du Château de La Sallaz sur la rive gauche de l'Argentine.  À partir de 1536, grâce à sa chapelle une période religieuse, mets en valeur le lieu connu sous le nom de « Notre-Dame-des-Châteaux  ». Les vestiges se dressent sur le plateau des Vanches sur la commune française de Beaufort dans le département de la Savoie en région Auvergne-Rhône-Alpes. 

## Localisation
Le château de Beaufort est située dans le département français de la Savoie sur la commune de Beaufort, à deux kilomètres au nord-ouest du bourg, au sommet de la colline des Vanches, dominant le confluent du Doron et du Dorinet, à 997 mètres d'altitude.
Il permettait de contrôler la vallée du Doron, dite de Luce (voir ci-après), qui appartient à la petite région naturelle du Beaufortain. Au-delà du massif, ce sont surtout les axes de communication menant vers l'aval à la combe de Savoie et le comté de Savoie, en suivant le cours du Doron, ainsi que les chemins menant « huit cols orientés soit vers la vallée de l'Arly, soit sur la Haute Tarentaise ou le Haut Faucigny ». Cet emplacement en font un enjeu stratégique entre les princes de la maison de Savoie et sires de Faucigny, puis les Guigonides d'Albon, héritiers des Faucigny.

## Histoire féodale (942-1536)

### Château seigneurial
L'origine du château de Beaufort est fort ancienne, de même que la famille de Beaufort. 
En ces lieux, il y aurait eu à l'époque gallo-romaine une villa, « Villa Lucia », du nom de son propriétaire Lucius, qui donna son nom à la vallée du Doron. La vallée porta longtemps le nom de « vallée de Luce ».
Le premier représentant connu de cette famille est attesté, vers 923, avec Bernard de Beaufort. Il aurait chassé les Sarrasins de la vallée, vers 942, notamment au soutien de la Vierge.
Un de ses descendants dresse, au sommet de la colline, une enceinte de bois et de pierre avec une tour carrée, qui donnera place à des remparts flanqués de sept tours. La famille de Beaufort est alors vassale des sires de Faucigny.

### Possession faucignerande, puis dauphinoise
À la mort de Guillaume de Beaufort, survenu vers 1246,, ses biens sont partagés entre ses fils. L'aîné, Guillaume, reçoit le château et ses dépendances, Pierre se fait construire une nouvelle maison forte aux Outards. Dans le besoin, lui et son frère contractent en 1261, auprès de Pierre II de Savoie un emprunt de 1 500 livres mettant leur château en gagerie,. Le comte y applique la même gestion que dans ses domaines et installe un châtelain au château.
Le comte meurt sept ans plus tard, sa fille, la dauphine Béatrix, hérite de ses droits. Le châtelain mis en place par son père est maintenu. En 1271, le seigneur Guillaume, n'ayant pu honorer la dette, cède le château à Béatrix de Faucigny pour la somme de 1 525 livres,. Toutefois un litige l'oppose aux « agnats » de Guillaume de Beaufort et se solde par deux accords en 1282, puis 1288 en faveur de la Dauphine. Au cours de la période (1270-1287), le château est occupé par la force par Pierre de Beaufort. Les héritiers de Beaufort lui font finalement allégeance avec l'ensemble des vassaux du Beaufortain le 31 août 1288. Béatrix de Faucigny installe à nouveau un châtelain, ainsi qu'une garnison et complète les défenses du château ; elle serait à l'origine des deux tours rondes construites respectivement à l'est et à l'ouest.

### Guerre delphino-savoyarde
Au cours du conflit qui oppose le Dauphin aux Savoie, entre 1285 et 1355, le comte de Savoie Amédée V s'empare du château, vers 1304, « soit par la force, soit appelé par les anciens seigneurs » selon Bernard Ducretet. Elle semble se poursuivre, selon les documents, au-delà de 1307. Le traité de Montmélian (août 1308) permet le retour du château et du mandement aux Dauphinois. L'alliance entre les deux familles doit être scellée par le mariage de Hugues Dauphin, baron de Faucigny, et Marie Catherine de Savoie, fille du comte, en septembre 1309. Toutefois, les courses et chevauchées se poursuivent dans le Beaufortain et ses marges en contact avec le comte de Savoie.
Le château est cédé, avec les États du Faucigny, le 31 mars 1349 (ancien style), au roi Jean le Bon. Le mois d'avril 1354 voit l'armée du dauphin être défaite aux Abrets. L'année suivante, le traité de Paris est signé et le Faucigny, tout comme le château, passe à la maison de Savoie. Cet accord est vu d'un mauvais œil par les assemblées de paysans qui pensent que les franchises obtenue en 1349 soient abolies,. Soutenus par les châtelains, ils se soulèvent donc contre leur nouveau suzerain,. Les troupes savoyardes doivent intervenir à trois occasions pour que le Beaufortain soit soumis. La troisième chevauchée avait appliqué comme stratégie l'encerclement de la vallée. Une nouvelle charte est adoptée, reprenant celles de la Grande Dauphine et des Dauphins. Humbert V de Chevron devient le nouveau châtelain, tandis que les anciens châtelains, Thomas et Robert de Menthon, instigateurs de la révolte, sont très probablement en fuite.

### Entrée dans le domaine savoyard
Jacques d'Achaïe en est apanagé par son cousin Amédée VI de Savoie de 1360 à 1363. Le château est de nouveau apanagé avec le Faucigny et le Genevois par le duc Louis Ier de Savoie à ses fils, Louis de Savoie de 1460 à 1482, puis à Janus de 1482 à 1491.
En 1514,, il est donné, toujours avec le Faucigny et le Genevois, par le duc Charles III de Savoie à son frère Philippe de Savoie-Nemours. Ce dernier donne naissance à la branche des Genevois-Nemours. Cette branche éteinte, l'apanage fait retour, en 1659,, au duc Charles-Emmanuel II de Savoie qui inféode les terres, en 1662,, à François-Joseph Vicardel, marquis de Fleury, gendre d'Antoine de Beaufort. La famille de Fleury verra ses terres érigées en marquisat et les gardera jusqu'en 1771.

## Châtellenie de Beaufort

### Organisation
Le château de Beaufort est le centre d'une châtellenie, dit aussi mandement, de Faucigny, mise en place à partir du XIVe siècle. Elle est acquise dans un premier temps à moitié en 1271, puis 1277 par la Grande dauphine Béatrix. En 1310, elle est définitivement réunie au comté de Savoie par Amédée V.
Durant la période delphinale, le Faucigny aurait été organisé autour d'une quinzaine de châtellenies, dont Beaufort.
La châtellenie qui fait l'objet de l'accord de 1288 ne semble pas évoluer pendant cinq siècles. Elle est constituée du bourg de Saint-Maxime, dont dépendent les « quartiers Arêches et de Roselend, ainsi que des paroisses du Villard et de Hauteluce ; peu en aval du Villard, [elle] était borné[e] par la seigneurie de Queige qui, notons-le immédiatement, s'étendait sur tout le cours inférieur du Doron ».
| Commune           | Nom                                     | Type         | Date (attestation) |
| ----------------- | --------------------------------------- | ------------ | ------------------ |
| Beaufort          | Château de Randens                      | château      | (attesté)          |
| Beaufort          | Château des Outards                     | château      | 1271 (attesté)     |
| Beaufort          | Château de La Sallaz ou La Grande Salle | château      | 1282 (attesté)     |
| Beaufort          | Le Châtelard                            | château      | (indice)           |
| Beaufort          | Le Châtelard                            | château      | (indice)           |
| Beaufort          | Les Châteaux                            | château      | (attesté)          |
| Beaufort          | Maison forte du Châtelard               | maison forte | (attesté)          |
| Beaufort          | Château de Beaufort                     | château      | (attesté)          |
| Villard-sur-Doron | Châtelet de Villard                     | châtelet     | (indice)           |

Au XVIIe siècle, les armes du mandement se blasonnaient ainsi : Deux tours d’argent en champ d’azur.

### Châtelains
Dans le comté de Savoie, le châtelain est un « [officier], nommé pour une durée définie, révocable et amovible »,. Il est chargé de la gestion de la châtellenie, il perçoit les revenus fiscaux du domaine, et il s'occupe de l'entretien du château. Le châtelain est parfois aidé par un receveur des comptes, qui rédige « au net […] le rapport annuellement rendu par le châtelain ou son lieutenant ».
L'érudit local, Bernard Ducretet, a cherché à en faire une présentation documentée et critique lors du XXXIIe congrès des sociétés savantes de Savoie, qui s'est déroulé à Moûtiers, en 1988. Il précise ainsi les rôles de cette charge, à l'aune de la thèse de droit d'Étienne Dullin, Les châtelains dans les domaines de la Maison de Savoie en deçà des Alpes (1911), en indiquant que « [ceux-ci], jusqu'à la seconde moitié du XVIe siècle, furent les intermédiaires obligés entre les Communiers de leur Châtellenie et la Curia du Prince, où ils étaient couramment présents soit pour rendre compte de leur gestion administrative, soit pour exposer les vœux et doléances de la population ».
À partir de l'intégration de la châtellenie dans le domaine savoyard, en 1355, le rôle militaire du châtelain est abandonné. Leur rôle étant devenu moins prestigieux, la charge, qui revêtait une responsabilité personnelle, devient un office, un bien patrimonial, dont on abandonne la gestion réelle à son lieutenant. La châtellenie intègre le nouvel apanage de Genevois (1514-1659) qui englobait tant le Faucigny que la baronnie de Beaufort.

## Description
Le château se compose d'une enceinte haute avec un donjon carré roman, qu'une grande basse-cour, clôturée par les restes d'une grande enceinte, sépare d'un second donjon cylindrique de la fin du XIIIe siècle dressé à l'ouest.

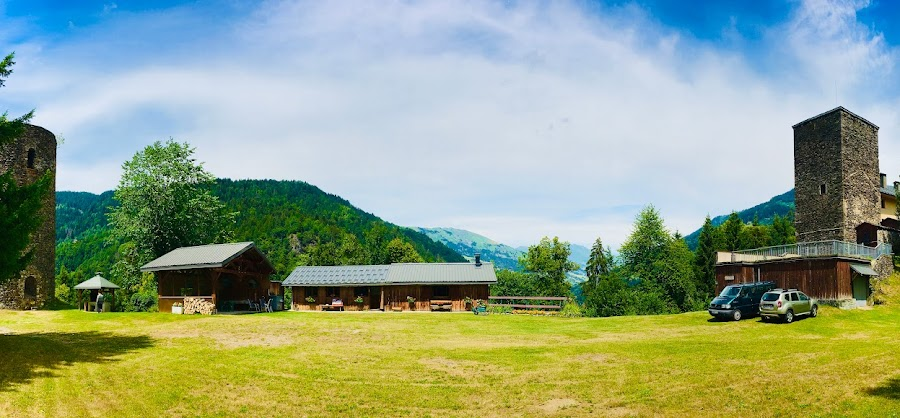
Notre dame des Châteaux, le Plateau des Vanches

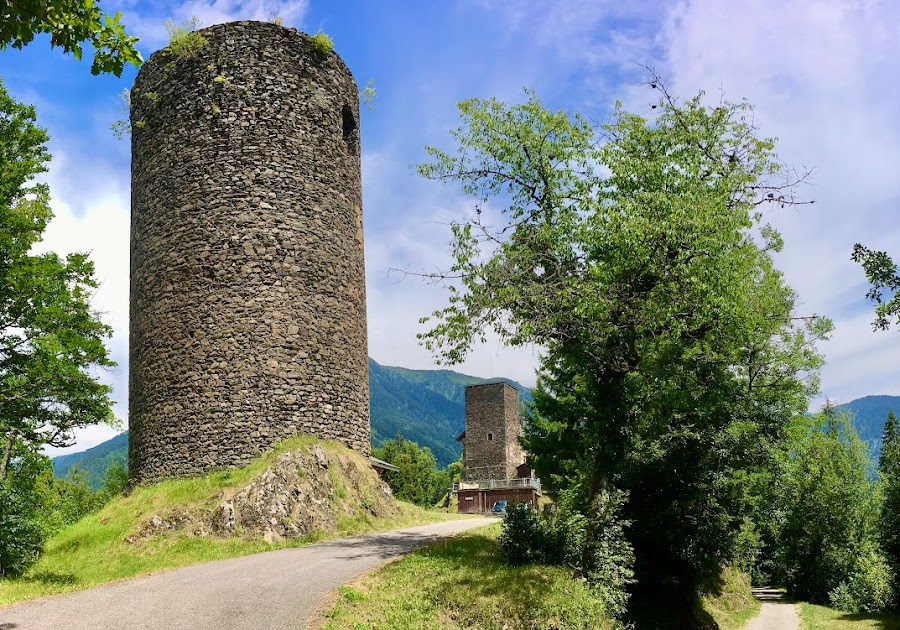
Notre dame des Chateaux Les deux tours

Des différents corps de bâtiments qui ont été bâtis, il semble que le plus ancien soit la tour maîtresse carrée romane du XIIe siècle. Celle-ci aurait été élevée par un descendant de Bernard de Beaufort, son fils ou petit-fils, au XIe siècle. Elle mesure 7 mètres de côté pour une hauteur de 25 mètres. Elle est divisée en trois niveaux. Les étages sont desservis par une échelle de meunier aménagé dans l'épaisseur des murs. Elle s'éclaire, sur sa face est, par une fenêtre haute de 2,50 mètres.
Le corps de logis rectangulaire, adossé au donjon, date du XVIe siècle, sur sa façade nord on peut voir en saillie les restes d'une demi-tour ronde. Ce serait l'une des sept tours qui flanquaient le rempart. Il subsiste également des vestiges de la porte romane de la première enceinte.

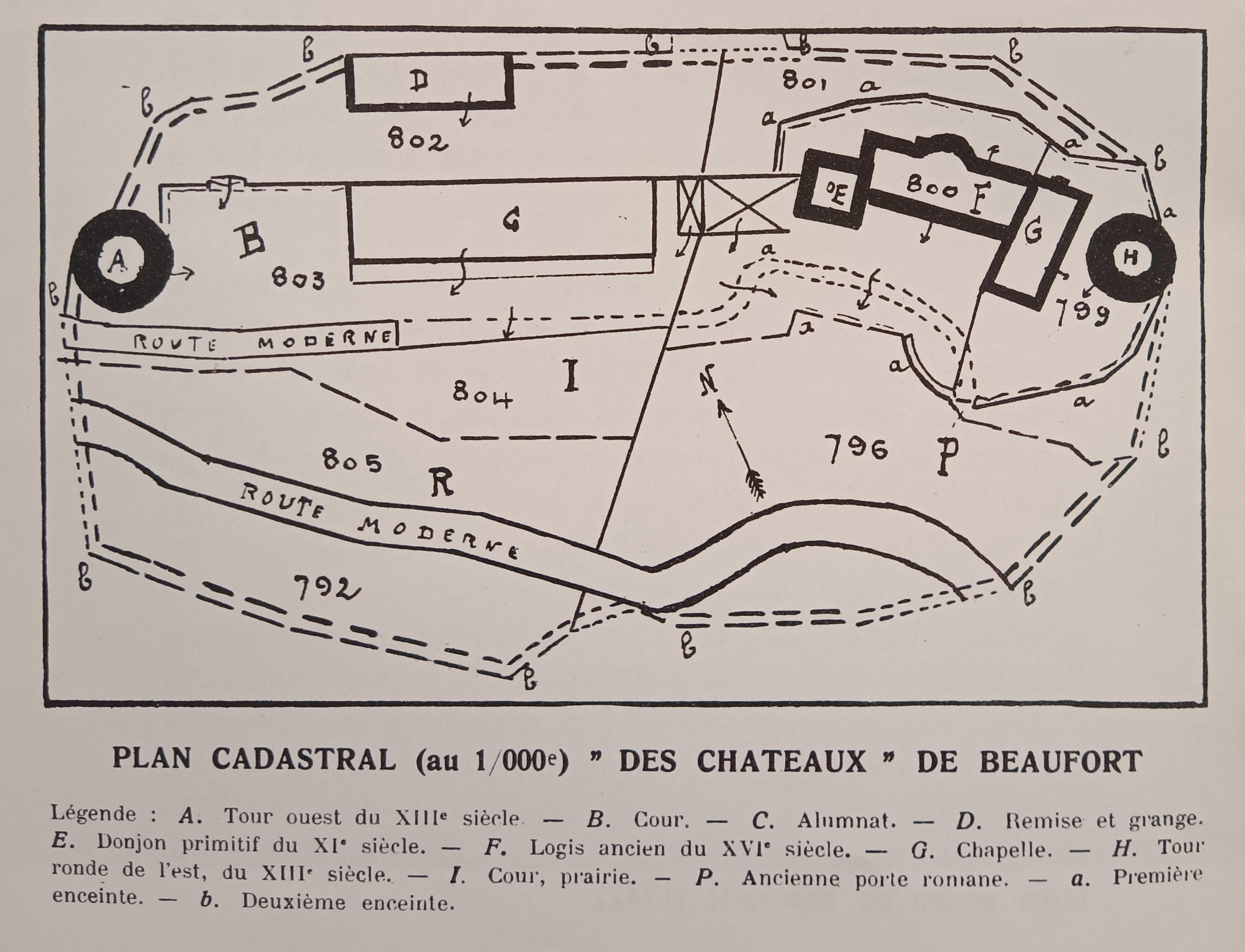
Notre dame des châteaux : Plan cadastral

La tour de l'ouest et la tour de l'est sont sans doute l'œuvre de Béatrice de Faucigny ; érigées entre 1282 et 1305.
Celle de l'ouest est la mieux conservée. Elle mesure 3 mètres de diamètre hors œuvre et à une hauteur de 25 mètres. Ses murs sont épais de 3,50 mètres. Elle devait avoir cinq niveaux ; le premier, la salle basse haute de 6 mètres, est aveugle et l'on y accède par un trou ovale de 0,50 × 0,60 mètre aménagé dans sa voûte. L'accès à cette tour se fait au deuxième étage par une porte situé côté sud à 8–9 mètres de haut.
La tour ronde de l'est, bâti à l'à-pic, ne mesure plus que de 8 à 12 mètres, assez délabrée, elle fut frappée, en 1730,, par la foudre. Elle est érigée sur un à-pic du côté du Dorinet.
Selon Jean Mesqui, nous serions en présence de deux châteaux rivaux, comme à Allinges. Le premier, composé de la tour maîtresse carrée, attenant au corps de logis et à la chapelle, le second, composé de la tour maîtresse circulaire du XIIIe siècle.

## Histoire religieuse (1536-de nos jours)
Le château à cette époque n'appartenait plus aux seigneurs du lieu car il avait été donné en 1536,, par le duc Jacques de Savoie-Nemours, à des religieuses dominicaines, chassé de Genève par la Réforme. Elles y restèrent deux ans, desservant la chapelle du château sous le vocable de Notre-Dame du Puy, aujourd'hui Notre-Dame des Châteaux. La chapelle aurait été érigée par Bernard de Beaufort à la suite d'un vœu, au nord-est du château, sur un plateau inférieur. Elle renfermait une vieille statue en bois de la Vierge et fut un lieu de pèlerinage pour les habitants de la vallée.

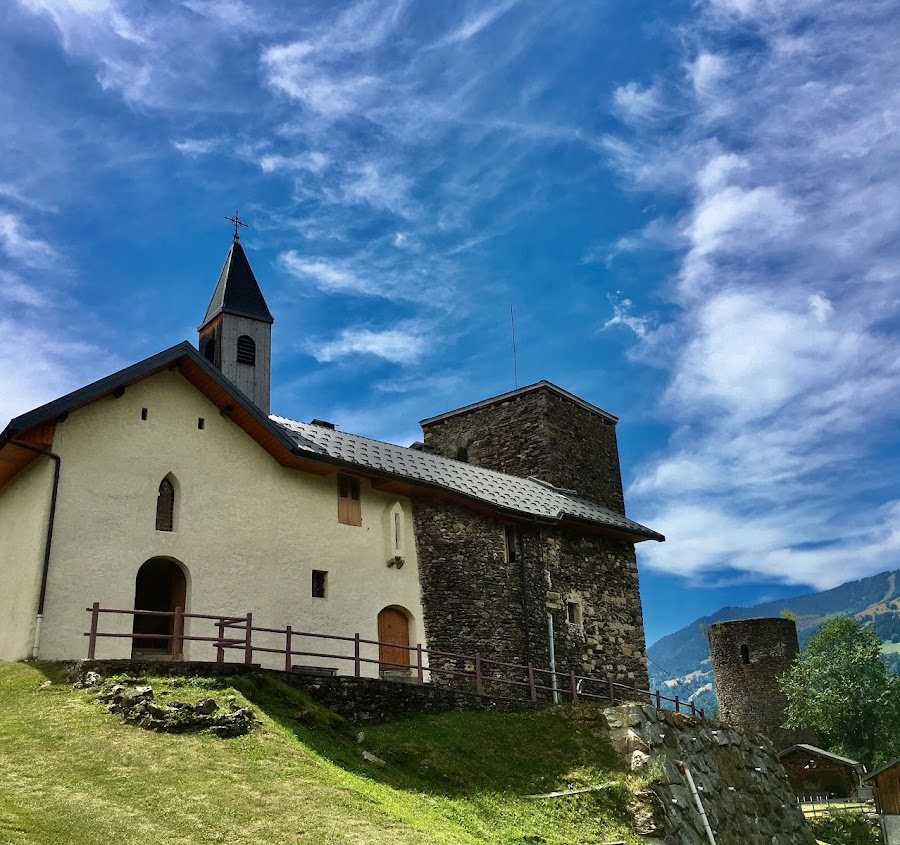
Notre dame des Chateaux Chapelle et tour

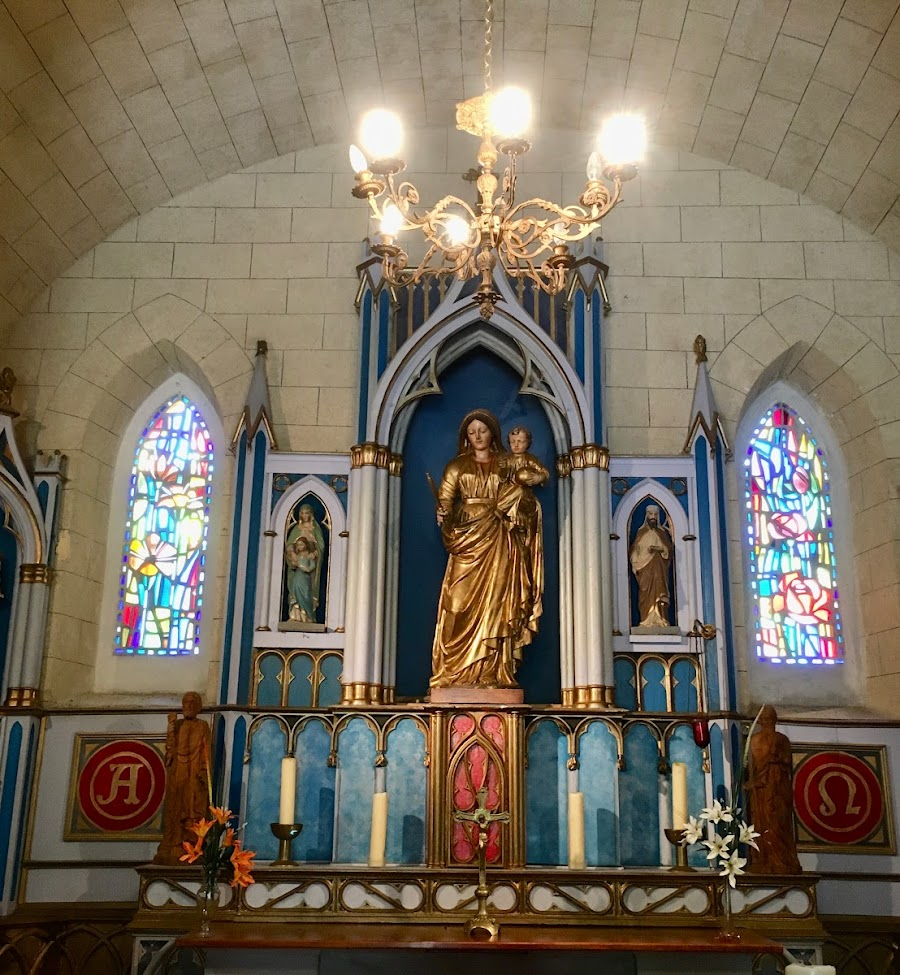
Notre dame des Châteaux La vierge

Les religieuses furent remplacées par les dominicains d'Annecy qui l'achetèrent, en 1580,, au duc Jacques de Savoie-Nemours, en échange d'un bien situé à Annecy. Ces derniers restèrent à Beaufort plus de deux siècles, érigèrent une nouvelle chapelle accolée à l'ancien corps de logis du château et y transférèrent la vénérable statue. À la Révolution, après avoir subi de graves dégâts, le château déclaré bien national est vendu, en 1793,, à un fermier du pays, Claude Bal, ancien bénédictin, qui le transforme en exploitation agricole.
Il est acheté, en 1837,, par le révérend Antoine Martinet, fondateur de la Société des Missionnaires Diocésains, qui restaure la chapelle en 1845,. En 1870,, le site est acquis par la Congrégation des Augustins de l'Assomption qui y fait édifier un nouveau bâtiment à usage d'alumnat, établissement destiné à former des prêtres et des missionnaires. Ce dernier fonctionnera jusqu'à la séparation de l'Église et de l'État. Racheté en 1937, par une autre communauté, il sert alors de maison de repos pour les Pères et de centre de vacances.